# 群馬県立新田暁高等学校
群馬県立新田暁高等学校（ぐんまけんりつ にったあかつきこうとうがっこう）は、群馬県太田市新田大根町に所在する公立の高等学校。

## 設置学科
- 総合学科
  - 文理総合系列
    - 人文科学系列
    - 自然科学系列

  - 生活文化系列
  - 社会福祉系列
  - 食文化系列
  - 情報ビジネス系列
  - 機械・電子技術系列

## 概要
- 高校生ロボット相撲全国大会の強豪として名高い。

## 沿革
- 1924年 - 綿打実科女学校開校
- 1996年 - 群馬県立新田高等学校から群馬県立新田暁高等学校と改称